# アブドゥルアリー・マザーリー
アブドゥルアリー・マザーリー（ダリー語: عبدالعلی مزاری、Abdul Ali Mazari、1946年 - 1995年3月12日）は、アフガニスタンの政治家、ムジャーヒディーン。アフガニスタン・イスラム統一党元党首。ハザーラ人。

## 経歴
バルフ州チャルキン郡ナンヴォル村出身。村の小学校とマドラサを卒業。
22歳の時に軍に召集。軍では、シーア派・ハザーラ人が差別されており、遠隔地のホーストとガルデーズに配属された。除隊後、マザーリシャリーフのシャイ・スルタン・マドラサで勉学を続け、10年かかるコースを5年で終えた。
1977年、父の頼みにより、マッカ巡礼に向かったが、駐シリア・サウジアラビア領事は、ビザの発給を拒否した。イランを経由して帰る途中、ホメイニ師の支持者と疑われ、秘密警察SAVAKに逮捕された。イランの刑務所には、4ヶ月間服役し、拷問を受けた。帰国後、後に「ナスル」党の出版機関となる政治分析雑誌「ワフダート」（統一）の発行に着手した。
1980年、ハザーラ人組織「ルハニアート・ナヴィン」と「ヘズベ＝イ＝フサイニ」は、「ナスル」と共に、政府に対する武装闘争を開始した。この時、武装組織は、約9千人を数えた。テヘランでは、9党から成る「シーア派連合」が活動を開始した。1990年6月16日、イランの圧力によって諸勢力を統合したアフガニスタン・イスラム統一党（Hezb-e Wahdat） が結成され、同党の指導者となる。主にバーミヤーンを拠点とし、バグラーム、ヤゴヴラング、ベフスード、ガズニーで活動した。政府当局はマザーリーの逮捕に全力を挙げたため、マザーリーはヘラート近郊のイスラーム・カラ村に隠れた。
共産政権崩壊後、カーブルに戻り、アブドゥルラシード・ドーストム及びアフマド・シャー・マスード等と会見した。しかしながら、合意には達せず、アブドゥルラッブ・ラスール・サイヤーフの「イッティハード＝イ・イスラミ」の部隊、後にマスードの部隊とも交戦した。この間、ターリバーンが勢力を伸ばし、マザーリーは、彼らとも敵対した。
1995年3月12日、マザーリーは8人の側近と共にターリバーンの捕虜となった。ターリバーンは、当初、ヘリでマザーリシャリーフに移送しようと考えていたが、彼らが抵抗したため射殺したという。暫く後に、彼らの死体がガズニー郊外で発見された。マザーリーの遺骸は、マザーリシャリーフに埋葬された。